# يوخاري اسكيبارا
يوخاري اسكيبارا (بالإنجليزية: Yuxarı Əskipara)‏ هي مستوطنة تقع في أذربيجان في مقاطعة قازاخ.[بحاجة لمصدر]